# Villanueva del Arzobispo
Villanueva del Arzobispo és un municipi espanyol, de la província de Jaén a la comarca de Las Villas. Els seus habitants es diuen villanovenses. Té una extensió de 177 km² i 8.481 habitants (2005) (i 8.768 al municipi), encara que la població ha anat minvant al llarg dels últims trenta anys. El municipi també comprèn les localitats de Gútar i Barranco de la Montesina.